# Rinteln
Rinteln è un comune indipendente di 25 380 abitanti, della Bassa Sassonia, in Germania.
Appartiene al circondario (Landkreis) di Schaumburg (targa SHG).
Qui nacquero il fisico Friedrich Kohlrausch ed il produttore discografico Paul McGuinness.

## Geografia fisica
La città sorge sulle rive del fiume Weser, nelle vicinanze della città di Porta Westfalica.
Comprende le frazioni di Ahe, Deckbergen, Engern, Exten, Friedrichswald, Goldbeck, Hohenrode, Kohlenstädt, Krankenhagen, Möllenbeck, Schaumburg, Steinbergen, Strücken, Todenmann, Uchtdorf, Volksen, Wennenkamp, Westendorf.